# Zef
Zef je jihoafrické kontrakulturní hnutí.

## Původ názvu
Termín „zef“ pochází původně z šedesátých a sedmdesátých let dvacátého století, kdy byl používán jako hanlivý termín pro pracující třídu bílých v Jižní Africe, včetně těch žijících v karavanech. Je to zkratka pro název auta Ford Zephyr, který byl populární od padesátých do sedmdesátých let. V Jižní Africe se tato auta upravovala pomocí vylepšení motorů a kol.
Zpěvačka Yollandi Visser ze skupiny Die Antwoord prohlásila v roce 2009: „Je to spojené s lidmi, kteří si tuní auta, jedou ve zlatě a tak. Zef je to, když jste chudí a zároveň se chováte luxusně. Jste chudí, ale sexy a máte styl.“

## Hudba a kultura zef
Hudební skupina Die Antwoord sama sebe řadí do „zef“ stylu. V rozhovoru z února 2010 rapper Ninja z této skupiny odpovídal na otázky týkající se toho, že zef reprezentuje jenom bělošskou Jižní Afriku. Na to odpověděl: „Rasismus je něco úplně zastaralého a kus minulosti pro Jihoafričany“. Ve stejném rozhovoru Ninja popsal, že zef je hudební styl a styl subkultury, a srovnal ho s rolí hip-hopu ve společnosti. Ve filmu Chappie Ninja prohlásil, že zef znamená: „že se doslova vůbec nezajímáš o to, co si ostatní o tobě myslí, jako třeba to, co reprezentuješ v hudbě, jak se oblékáš, jak myslíš a jak mluvíš“.
V roce 2013 satirický blog původně nazvaný Zef kinners se stal krátce virální senzací v Jižní Africe poté, co začal jako školní projekt. Na blogu se objevovaly fotografie lidí, které blog označoval jako příklad stylu zef. Tvůrce blogu pak prohlásil: „Jack Parow a Die Antwoord nejsou zef. Jsou jenom bezrizikovou verzí zefu. Zef má špinavou tvář.“
Autoři Ross Truscott a Maria Brock vnímají „nárůst kultury zef“ jako „Afrikánskou parodii sama sebe“, která vyrůstá z pocitu „národní melancholie“ v Jižní Africe po pádu apartheidu. Všímají si podobností s ranými znaky v jihoafrické kultuře, jako je například anti-apartheidovský Voëlvry Movement, satirický magazín Bitterkomix a alternativní rocková skupina Fokofpolisiekar. Například dramatik a akademik Anton Krueger se vyjádřil, že „velebení násilí ztělesňované stylem zef“ je část průchodu „pocitu hanby“ z apartheidu.
Další umělci, kteří se identifikují jako propagátoři stylu zef, jsou například Koos Kombius (vůdce hudebního hnutí Voëlvry), komici Corné & Twakkie (Louw Venter a Rob van Vuuren) a komediální skupina Zef Sketse, známá svým TV seriálem Kompleks.